# Cappuccetto Rosso (film 1934)
Cappuccetto Rosso (The Big Bad Wolf) è un film del 1934 diretto da Burt Gillett.
È un cortometraggio d'animazione della serie Sinfonie allegre, distribuito negli Stati Uniti dalla United Artists il 13 aprile 1934. Adattamento dell'omonima fiaba di Charles Perrault, il film è il sequel de I tre porcellini (1933) e fu seguito a sua volta da I tre lupetti (1936). Fu il secondo adattamento della fiaba prodotto da Disney dopo l'omonimo corto del 1922 che aveva realizzato con la sua prima società, il Laugh-O-Gram Studio.
Il film nacque dallo straordinario successo del predecessore, a seguito del quale la United Artists chiese a Disney di accontentare il pubblico dandogli "altri porcellini". Cappuccetto Rosso non ebbe però lo stesso entusiastico riscontro de I tre porcellini. È stato distribuito dal 2004 in DVD col titolo Il lupo cattivo.

## Trama

Ezechiele con Cappuccetto Rosso

Cappuccetto Rosso si reca dalla nonna malata e sulla strada incontra i tre porcellini. Timmy e Tommy si offrono di accompagnarla per una scorciatoia, ma Jimmy li avverte che in quella strada vive Ezechiele Lupo. I due lo ignorano e portano la bambina per la strada più corta. Qui incontrano Ezechiele, che, travestitosi da fata, tenta di ingannarli, ma il suo travestimento viene scoperto. I porcellini scappano a casa e Cappuccetto Rosso corre verso la casa della nonna.
Nel frattempo, Ezechiele riesce ad arrivare a casa dell'anziana signora prima di Cappuccetto, così si infila nel letto e si traveste da nonna, mentre lei si rifugia in un armadio. Cappuccetto Rosso entra ed è terrorizzata quando si rende conto che sul letto non c'è sua nonna ma il lupo, che la assale. Mentre la nonna riesce a far entrare Cappuccetto nell'armadio, Timmy e Tommy corrono a chiamare Jimmy, il quale infila nei calzoni di Ezechiele, impegnato a sfondare l'anta del mobile, dei semi di pop corn e dei carboni ardenti. I pop corn esplodono, così il lupo, in preda al dolore, fugge a tutta velocità lasciando dietro di sé una scia bianca. Con Ezechiele fuori gioco, la nonna sferruzza, mentre i tre porcellini e Cappuccetto Rosso suonano e cantano Chi ha paura del lupo cattivo?.

## Distribuzione

### Edizione italiana
Il film fu distribuito in Italia nel 1934 in lingua originale. Fu doppiato in italiano dal Gruppo Trenta con dialoghi a volte scostanti dagli originali per l'inclusione nella VHS Paperino & soci a caccia di... guai, uscita nel dicembre 1986. Nel 2004, per l'uscita in DVD, il corto fu ridoppiato dalla Royfilm. Tale doppiaggio venne usato nelle varie occasioni successive.

### Edizioni home video

#### VHS
America del Nord
- Disney's Tall Tales (23 aprile 1985)
- Favorite Stories: Three Little Pigs (11 settembre 1996)

Italia
- Paperino & soci a caccia di... guai (dicembre 1986)[5]

#### DVD
Il cortometraggio fu distribuito in DVD-Video nel primo disco della raccolta Silly Symphonies, facente parte della collana Walt Disney Treasures e uscita in America del Nord il 4 dicembre 2001 e in Italia il 22 aprile 2004. In America del Nord fu incluso anche in Three Little Pigs, uscito il 7 aprile 2009 come secondo volume della collana Walt Disney Animation Collection.